# Schwinghammer
Ein Schwinghammer ist ein mit beiden Händen geführter Hammer von etwa eineinhalb Metern Länge und einem biegsamen Stiel. Er kam in der zweiten Hälfte des 15. Jahrhunderts in Deutschland im Bergbau auf, also zu einer Zeit, in der der deutsche Bergbau führend in Europa war und durch zahlreiche technische Innovationen geprägt war. Er konnte Kräfte deutlich besser übertragen und wies eine verringerte Prellgefahr auf. Genutzt wurde er, um eiserne Keile ins Gestein zu treiben und es so zu spalten. Er wurde auch eingesetzt um Höhleneingänge freizulegen.

## Belege
- Akos Paulinyi, Ulrich Troitzsch (Hrsg.): Mechanisierung und Maschinisierung, Propyläen Verlag, Ulm, 1997, S. 219.